# Artia
Genre
Artia est un genre de plantes à fleurs de la famille des Apocynaceae, endémiques de Nouvelle-Calédonie. Il est étroitement apparenté aux genres Parsonsia et Prestonia. 

## Liste d'espèces
Selon The Plant List (8 octobre 2021) :
- Artia amieuensis Guillaumin
- Artia balansae (Baill.) Pichon ex Guillaumin
- Artia brachycarpa (Baill.) Boiteau
- Artia francii (Guillaumin) Pichon
- Artia lifuana (Baill.) Pichon ex Guillaumin